# Ванеса Гравина
Ванеса Гравина (на италиански: Vanessa Gravina) е италианска театрална, кино и телевизионна актриса. Позната е на широката публика, преди всичко, с ролите си в сериалите „Отдаденост“, „Подозрения“, „Брегова охрана“, „По съвест“ и филмът „Любов от пръв поглед“ на режисьора Марко Ризи.

## Биография
Ванеса Гравина е родена на 4 януари 1974 г. в Милано, Италия. Още в най-ранна възраст, нейната леля, която работи като рекламен агент, забелязва красотата и дълбочината на погледа ѝ, и я препоръчва на популярните братя Тавиани за реклама на безалкохолната напитка Сан Пелегрино, за която е избрана на момента. Скоро родителите осъзнават, че Ванеса е родена за да бъде на екран и не се противопоставят, когато, през 1985 г., идва и предложението за главна роля във филма на Марко Ризи, „Любов от пръв поглед“, в който 10-годишната Ванеса си партнира с Джери Кала. За ролята си тя получава номинация за приза „Сребърна лента“, който не печели, защото е непълнолетна.

## Кариера
След успеха на „Любов от пръв поглед“, започват да валят предложения за роли на малкия и големия екран. От втората част на 80-те години най-запомнящите се роли на Гравина са във филма „Марамао“ на Джовани Веронези и в сериалите „Дон Тонино“ на Фоско Гаспери, „Двама братя“ на Алберто Латуада и легендарният „Октопод“ на Луиджи Перели, в чиито четвърти и пети сезон тя изпълнява ролята на тийнейджърката Лорела де Пизис.
През 1991 г. Ванеса Гравина прави своя сценичен дебют в Пиколо Театро ди Милано с ролята на Тилда в пиесата „Морска жена“ на Хенрик Ибсен, под режисурата на най-голямата легенда на италианския театър – Джорджо Стрелер.
През останалата част на 90-те Гравина затвърждава своята позиция като една от най-обещаващите актриси на Апенините. През 1992 г. изпълнява главната роля в сериала „Безкрайно“, режисьор Карло Нистри, а през 1994 г. изиграва две главни роли в киното – във филмите „Момичето от Кортина“ на Маурицио Вани и „Отвъд долината“ на Джерардо Фонтана и Паоло Джирели. През 1996 се завръща на театралната сцена с комедията „В случай на брак да се счупи стъклото“, под режисурата на Фабио Лионело, а през 1997 е на сцена със затворническата драма „Градски ад“ с режисьор Дача Мараини. Последната роля на Гравина от този период е в романтичната телевизионна комедия „Когато навън вали“ на режисьора Бруно Кабуро, където неин партньор е Енцо Якети.
Поради лични проблеми, в края на 90-те години, Ванеса Гравина се премества за известно време във Франция. Там, обаче, тя все пак не загърбва киното, като се снима във филма „Хора по бански“ на Ерик Асу.

## Консакрация
През 2000 година Ванеса Гравина се връща в Италия за снимки в сериала „Ново начало“ и в трилъра „Принудителна игра“ на Енцо Кастелари. Веднага след това, идва предложението за снимки в четвъртия сезон на популярната мелодраматична сага „Отдаденост“, която по това време е най-гледаният сериал в Италия и най-гледаната италианска телевизионна продукция в Европа. Гравина приема предложението и ролята ѝ на д-р Паола Дюпре надминава всички успехи, които е пожънала до момента. Още докато сезонът с нейно участие върви на екран, тя е наградена с приз за най-добра актриса на телевизионния фестивал в град Салерно, а малко след неговия край, през 2002 г., Гравина е отличена и с наградата „Златна купа“, на фестивала в Сен Венсан, за най-добра актриса в телевизионен сериал.
След главоломния успех на „Отдаденост“, Ванеса се връща в театъра със спектаклите „Пилат завинаги“, на режисьора Армандо Пулиезе, и „Троянки“ по Еврипид, под режисурата на Ливио Галаси. Следват „Любовни теми“ на Себастиано Романо и „Електра“ по Софокъл, на Валтер Манфре. В свои интервюта Гравина споделя, че театърът ѝ носи най-голямо удовлетворение като артист, и затова често го предпочита пред екранните снимки. Въпреки това, обаче, през 2003 тя се снима в сериала „Търговски център“, а през 2005 повтаря успеха на „Отдаденост“ с ролята си на безкомпромисната и непримирима съдийка Симона Федеричи в сериала „Подозрения“ на Луиджи Перели. Същата година тя получава предложение за роля в „Първичен инстинкт 2“ с Шарън Стоун, която не приема, заради спектакъла си „Руденс“, чието турне тя отказва да прекъсне. Следват снимки в сериала „Брегова охрана“ с режисьори Алфредо Пейрети и Виторио Де Систи, който се превръща в най-гледания сериал на годината по телевизия Рай Уно. Гравина се снима и в първия епизод на втория сезон на продукцията, след което я напуска за да се снима в други два телевизионни филма – „Помпей вчера, днес и утре“ на Паоло Поети, заснет изцяло в София, България и френския „Другари“, излъчен по канал Франс 3.
След като, през 2008, изиграва ролята на Леа Гранер в четвъртия сезон на сериала „По съвест“ на Луиджи Перели, с участието на Стефан Данаилов, също частично заснет в България, Ванеса Гравина се отдава изцяло на театъра, като в рамките на 6 години не се снима в нито един филм. Сред спектаклите, в които тя участва със забележителен успех през този период, фигурират „Госпожица Юлия“ на Аугуст Стриндберг, „Да облечем голите“ на Луиджи Пирандело, „Укротяване на опърничавата“ на Уилям Шекспир и „Антигона“ на Софокъл.
През 2014 г. Гравина се завръща на малкия екран с 4-серийния филм „Madre, aiutami“ с режисьор Джани Лепре. Това е предпоследният филм с участието на Вирна Лизи, преди нейната смърт през декември същата година.

## Културно-артистична дейност
В Италия, Ванеса Гравина е известна с това, че непрекъснато се включва в най-различни културни инициативи от образователен, театрален, художествен или музикален характер. Обикновено през летния сезон, актрисата интензивно участва във фестивали на изкуствата, често с постановки или рецитали специално поставени за събитието. Един такъв пример е поетично-сатиричният рецитал „Любовни не...разбирателства“, който тя представя заедно с актьора Едоардо Сираво, който след неочаквания успех на премиерата си обикаля Италия вече 6 години.